# Birger Cederin
Birger Cederin (né le 20 avril 1895 à Eksjö et mort le 22 mars 1942 à Stockholm) est un épéiste suédois.

## Palmarès
- Jeux olympiques d'été
  -  Médaille d'argent par équipes aux Jeux olympiques d'été de 1936 à Berlin